# Cristinel Romanescu
Cristinel Romanescu (n. 7 aprilie 1959, Ianca, România) este un politician și fost jucător român de tenis de masă, ales în 2016 deputat de Buzău din partea Partidului Național Liberal (PNL). Este și președinte al Federației Române de Tenis de Masă și vicepreședinte al Federației Europene de Tenis de Masă.